# Laguna de los Cerros

Laguna de los Cerros y otras excavaciones arqueológicas en el territorio Olmeca.

Laguna de los Cerros es un yacimiento arqueológico de reciente excavación del período clásico mesoamericano de la cultura olmeca. Está situado en el estado mexicano de Veracruz, en las colinas al Sur de la Sierra de los Tuxtlas. Con Tres Zapotes, San Lorenzo y La Venta, Laguna de los Cerros se considera uno de los cuatro principales centros de la cultura olmeca.
Laguna de los Cerros recibió su nombre debido a los casi 100 montes que conforman el paisaje. El orden arquitectónico básico consiste en largos montículos paralelos que flanquean grandes plazas rectangulares. Montículos cónicos marcan el límite de las plazas. Los montículos más grandes fueron utilizados como plataformas residencias y están conectados con las líneas paralelas de montículos más pequeños. La mayoría de los montículos son del período clásico mesoamericano, aunque otros tienen una datación entre 250-950 d. C.

## Historia
Debido a su localización en un paso entre los valles de los ríos al sur y al noroeste y su proximidad a varios filones de basalto en la Sierra de los Tuxtlas al norte, Laguna de los Cerros fue un asentamiento ocupado durante un período especialmente prolongado -quizás cerca de 2.000 años, desde la época de llegada de los olmecas hasta el período clásico.
Los olmecas se asentaron en Laguna de los Cerros posiblemente entre el 1400-1200 a. C. y hacia el 1200 a. C. se había convertido en un importante centro regional, abarcando casi 150 hectáreas. Hacia el 1000 a. C., casi había duplicado su superficie con 47 asentamientos menores extendidos en torno a un radio de 5 km. Uno de estos asentamientos satélites fue Llano del Jícaro, un lugar de arquitectura monumental muy próxima a varias vetas de basalto. Los monumentos de basalto levantados en llano del Jícaro, no sólo se encuentran en el yacimiento de Laguna de los Cerros, sino también en el gran centro olmeca de San Lorenzo Tenochtitlán a 60 km al sudeste. Se cree que probablemente Llano del Jícaro estaba bajo el control de los olmecas de San Lorenzo Tenochtitlán, bien de forma directa o mediante el control intermediario de Laguna de los Cerros.
Llano del Jícaro fue abandonado poco después del 1000 a. C. y Laguna de los Cerros experimentó un notable declive en esa época. La causa es desconocida -quizás debido a un cambio en el curso del río San Juan – pero coincide con el declive y abandono de San Lorenzo, que a menudo se atribuye a dificultades medioambientales.
Laguna de los Cerros fue brevemente investigada por Alfonso Medellín Zenil en 1960 y por la Dra. Ann Cyphers a finales de la década de 1990 y principios de la del 2000.

## El yacimiento
Al contrario que los otros tres grandes centros olmecas, no se han encontrado cabezas colosales en Laguna de los Cerros, aunque sí han encontrado al menos otras dos docenas de monumentos del período Formativo mesoamericano.
Se encontraron muestras importantes de cerámica, piedra basáltica y otros materiales en varias excavaciones realizadas durante 1997 y 1998. La clasificación del material cerámico se realizó en función de las características macroscópicas del material y la superficie. El estudio comparativo de la cerámica anterior al período clásico tardío con secuencias preestablecidas continúa.
La cerámica encontrada se corresponde con diferentes formas y tipos:
- Achiote naranja: una textura media con un color naranja intenso.
- Anona gris claro: una cerámica típica de color gris claro.
- Cachimba negra: el color de la cerámica fluctúa del gris al gris oscuro y negro, en ocasiones con matices marrones.
- Campamento naranja fina: designa un grupo de cerámica de color naranja claro.
- Ceiba crema:[8] es una cerámica de color crema que muestra matices anaranjados.
- Mangal amarill: una cerámica de distintivo color amarillo.
- Nanche naranja: el color varía del naranja al amarillo rojizo.
- Yual crema fina: a nivel macroscópico parece idéntica[9] o similar a Campamento naranja fina y Zapote naranja fina o gris.
- Zapote gris fina: La cerámica es similar a la Zapote naranja fina.

También se encontraron enterramientos humanos durante las excavaciones, algunos acompañados de cerámica u ofrendas.
Los objetos encontrados son muy diversos en tipo y forma, incluyendo 2.635 artículos entre los que se encuentran recipientes, pulidores, cubiertos, tablillas, morteadores, metates, frascos, esferas, anillos, afiladores, etc.
El nivel de desarrollo cultural se basa en la secuencia cerámica utilizada para generarlo. La cronología, debido al mal estado de preservación de la cerámica, afecta al análisis de desarrollo del período. Se ha recurrido al análisis comparativo con otros yacimientos vecinos (por ejemplo Pool 1990, 1995; Stark 1989, 1995, 2001; Daneels 2002), y representan el principal apoyo científico para el estudio presente.